# District d'Acheng
Le district d'Acheng (阿城区 ; pinyin : Āchéng Qū) est une subdivision administrative de la province du Heilongjiang en Chine. Il est placé sous la juridiction de la ville sous-provinciale de Harbin. Son chef-lieu est la ville d'Acheng.

## Démographie
La population du district était de 658 157 habitants en 1999.